# Louise Welsh
Louise Welsh (Londres, 1 de febrero de 1965) es una escritora británica residente actualmente en Glasgow.
Estudió historia en la Universidad de Glasgow y trabajó vendiendo libros de segunda mano antes de publicar su primera obra.

## Obra
En negrita figuran las obras publicadas en español.
- El cuarto oscuro (The Cutting Room, 2002)
- Tamburlaine Must Die (2004)
- El truco de la bala (The Bullet Trick, 2006)
- Naming the Bones (2010)
- The Girl on the Stairs (2012)
- A Lovely Way to Burn (2014)